# Pygopus lepidopodus
Pygopus lepidopodus är en ödleart som beskrevs av Lacépède 1804. Pygopus lepidopodus ingår i släktet Pygopus och familjen fenfotingar. Inga underarter finns listade i Catalogue of Life.
Arten förekommer i Australien. Den saknas i Northern Territory och på Tasmanien. Honor lägger ägg.